# Wybory parlamentarne na Słowacji w 1938 roku

Podział mandatów w Sejmie Słowackim po wyborach w grudniu 1938 roku:
w linii=tak – Słowacka Partia Ludowa Hlinki (HLS'S)
w linii=tak – Partia Rolnicza (AS)
w linii=tak – Partia Niemiecka (DP)
w linii=tak – Mniejszość węgierska (H)
w linii=tak – Niezależni / pozostali (I)

Wybory parlamentarne na Słowacji w 1938 roku do Sejmu Słowackiego, odbyły się w dniu 18 grudnia 1938 roku. W wyborach zwyciężyły ugrupowania konserwatywne i nacjonalistyczne skupione pod wspólnym szyldem wokół Słowackiej Partii Ludowej Hlinki (HLS'S). 

## Tło wydarzeń przed wyborami i przebieg wyborów
W dniu 6 października 1938 roku Słowacja ogłosiła niepodległość własnego państwa od Republiki Czechosłowackiej. Status ten potwierdziło Zgromadzenie Narodowe Czechosłowacji w dniu 22 listopada 1938 roku, kiedy parlament czechosłowacki uchwalił ustawę konstytucyjną o autonomii Słowackiego kraju. Do najsilniejszej partii jaką była Słowacka Partia Ludowa Hlinki dołączyły inne pomniejsze ugrupowania nacjonalistyczne takie jak np. Słowacka Partia Narodowa (SNS), które wspólnie wystartowały w wyborach jako „Słowacka Partia Ludowa Hlinki – Partia Słowackiej Jedności Narodowej” (HSL'S–SSNJ). 18 grudnia 1938 roku odbyły się wybory do Sejmu Słowackiego, który od 1927 roku stanowił samorząd terytorialny przyznany przez Zgromadzenie Narodowe Czechosłowacji ustawą o reformie administracji państwowej.
Tuż przed wyborami zakazano działalności partiom żydowskim, socjaldemokratycznym i komunistycznym – polecono również je rozwiązać.
Podział mandatów w Sejmie liczącym 63 miejsca na tzw. „Zjednoczonej Liście”, odbył się następująco: 48 mandatów przyznano głównej partii, czyli Słowackiej Partii Ludowej Hlinki, 4 mandaty uzyskała Partia Rolnicza (Agrárna Strana; AS), 2 mandaty przyznano Partii Niemieckiej (Deutsche Partei; DP), z kolei 1 mandat nadano mniejszości węgierskiej na Słowacji. Pozostałe 9 mandatów nadano „niezależnym”/„pozostałym” posłom.
Należy dodać, że same wybory miały formę referendum, w którym zadano następujące pytanie: „Czy chcesz nowej, wolnej Słowacji?”. Nad przebiegiem wyborów czuwała Gwardia Hlinki.

## Wyniki wyborów
| Ugrupowanie                      | Głosy | %    | Miejsca |
| -------------------------------- | ----- | ---- | ------- |
| HSL’S–SSNJ („Zjednoczona Lista”) |       | 97,5 | 63      |
| Głosy przeciw                    |       | 2,5  | –       |
| Łącznie                          |       | 100  | 63      |